# Подгорье (Ленинградская область)
Подгорье (до 1948 — Мойсандер, Вяарямяки, фин. Moisander, Väärämäki) — посёлок в Красносельском сельском поселении Выборгского района Ленинградской области.

## Название
Топоним Вяарямяки в дословном переводе означает «кривая гора», а топоним Мойсандер происходит от родового имени.
12 июля 1947 года решением исполкома Пихлайненского сельсовета селению Мойсандер было присвоено наименование Подгорье. После ликвидации деревни название перешло на находившийся в стороне посёлок Вяарямяки.

## История

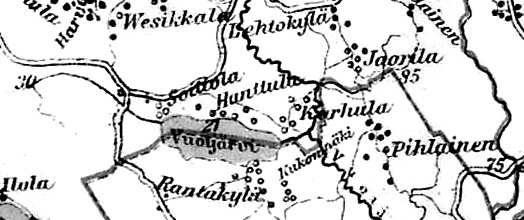
Деревни Кархула и Сойттола на финской карте 1923 года

До 1939 года селения Мойсандер и Вяарямяки входили в состав деревень Кархула и Сойттола волости Муолаа Выборгской губернии Финляндской республики.
С 1 января 1940 года по 30 сентября 1948 года — в составе Кивенаппского сельсовета Каннельярвского (Райволовского) района. 
С 1 июля 1941 года по 31 мая 1944 года — финская оккупация. 
С 1 октября 1948 года — в составе Первомайского сельсовета Рощинского района. В ходе укрупнения хозяйства к деревне Подгорье было присоединено селение Харвола.
С 1 февраля 1963 года — в составе Выборгского района.
В 1965 году население посёлка составляло 181 человек.
Согласно данным 1966 года посёлок Подгорье входил в состав Коробицынского сельсовета.
Согласно данным 1973 и 1990 годов посёлок Подгорье входил в состав Красносельского сельсовета.
В 1997 году в посёлке Подгорье Красносельской волости проживали 7 человек, в 2002 году — 5 человек (все русские).
В 2007 году в посёлке Подгорье Красносельского СП проживали 3 человека, в 2010 году — 5 человек.

## География
Посёлок расположен в восточной части района на автодороге 41К-181 (Огоньки — Толоконниково) в месте примыкания к ней автодороги 41К-017 (Пески — Сосново — Подгорье).
Расстояние до административного центра поселения — 12 км. 
Расстояние до ближайшей железнодорожной станции Сосново — 36 км. 
К югу от посёлка находится Волочаевское озеро и Подгорское болото.

## Демография
| 2007 | 2010 | 2017 | 2021 |
| ---- | ---- | ---- | ---- |
| 3    | ↗5   | →5   | ↗7   |

## Улицы
Сосновая.